# 125 High Street

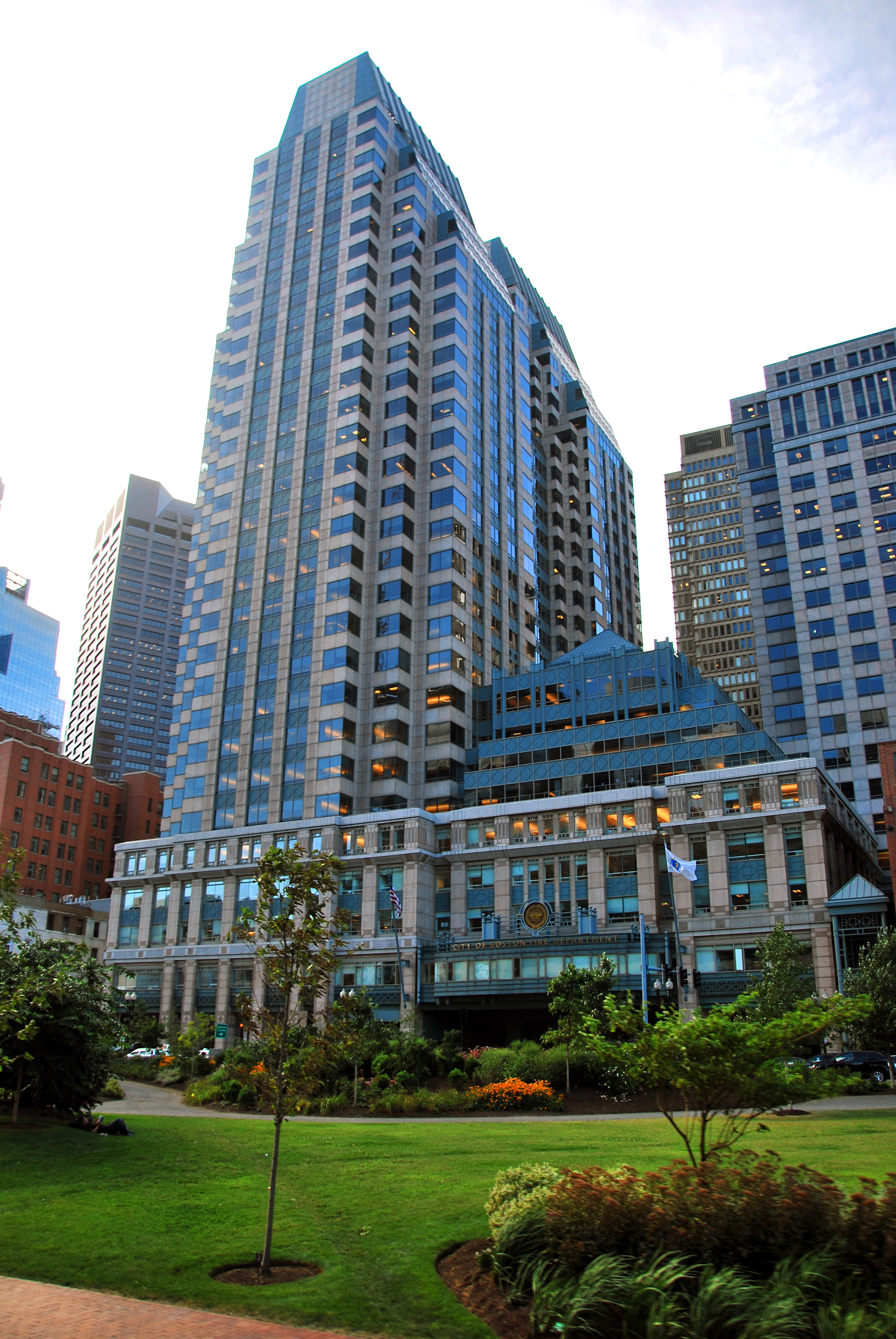
Eine andere Ansicht des Gebäudekomplexes

Das Gebäude 125 High Street ist ein 452 ft (137,8 m) hoher Wolkenkratzer in Boston im Bundesstaat Massachusetts der Vereinigten Staaten. Es wurde von Jung Brannen Associates entworfen, im Jahr 1991 fertiggestellt und ist derzeit das 22-höchste Gebäude in der Stadt. Der Büroturm verfügt ausschließlich über Büroflächen und wurde nach der Adresse der Straße benannt, an der das Gebäude erbaut wurde.

## Aufbau
Der Gebäudekomplex besteht aus vier eigenständigen Gebäuden. Das Hochhaus 125 High Street ist davon das höchste. Zu den weiteren Gebäuden zählen das 145 High Street mit 21 Stockwerken und 46.000 m² Bürofläche sowie drei weitere Gebäude mit sechs, fünf und vier Stockwerken bzw. insgesamt 3.900 m² Fläche. Zum Komplex gehört ebenfalls ein unterirdisches Parkhaus mit fünf Ebenen und Stellplätzen für 850 Fahrzeuge.